# NGC 7656
NGC 7656 је лентикуларна галаксија у сазвежђу Водолија која се налази на NGC листи објеката дубоког неба.
Деклинација објекта је - 19° 3' 33" а ректасцензија 23h 24m 31,5s. Привидна величина (магнитуда) објекта NGC 7656 износи 13,4 а фотографска магнитуда 14,4. NGC 7656 је још познат и под ознакама ESO 605-5, MCG -3-59-8, VV 669, NPM1G -19.0676, PGC 71357.